# АЕС Кевоні
Атомна електростанція Кевоні — це виведена з експлуатації атомна електростанція, розташована на 900 акрів (360 га) ділянка в місті Карлтон, штат Вісконсин, 27 миль (43 км) південний схід від Грін-Бей, штат Вісконсин в окрузі Кевоні, і на південь від міста Кевоні.
Кевоні була третьою атомною електростанцією, побудованою у Вісконсині, і 44-ю, побудованою в США. Через падіння цін на електроенергію внаслідок падіння ціни на природний газ станція припинила роботу 7 травня 2013 року.
У 2022 році продаж заводу схвалив федеральний уряд. Це викликало суперечки, оскільки продаж впливає на те, що буде зроблено з довірчими грошима, раніше заощадженими на виведення з експлуатації, і хто несе відповідальність за будь-які перевитрати. Хоча станом на 2017 рік все паливо вже було розміщено в сухому сховищі, станом на 2022 рік деякі радіоактивні відходи все ще потребували утилізації, а об’єкт не було демонтовано.

## Історія
Початковим оператором станції була Wisconsin Public Service, і вона належала Wisconsin Public Service Corporation (59%) і Alliant Energy (41%). З 2000 року по липень 2005 року станцією керувала компанія Nuclear Management Company з Хадзона, штат Вісконсин. Зараз АЕС належить Dominion Resources з Річмонда, штат Вірджинія. У 2008 році Домініон звернувся до Комісії ядерного регулювання з проханням продовжити ліцензію на діяльність ще на 20 років. Ліцензію продовжено до 2033 року.
27 квітня 2006 року стався невеликий витік води на станції, хоча викиду радіоактивного матеріалу не було.
22 жовтня 2012 року компанія Dominion Resources оголосила про закриття та виведення АЕС з експлуатації в середині 2013 року. Голова правління та генеральний директор Dominion сказав, що «рішення базувалося виключно на економічних міркуваннях. Домініон не зміг просунутися вперед із нашим планом розширити наш ядерний флот на Середньому Заході, щоб скористатися перевагами економії на масштабі». Нижчі витрати на природний газ і, як наслідок, нижчі ціни на електроенергію створили ринок електроенергії, на якому завод не міг конкурувати. Завод остаточно припинив роботу 7 травня 2013 року. Плани виведення з експлуатації є невизначеними: як приватний власник, а не державне комунальне підприємство, Dominion не може покладатися на збори, що накладаються на споживачів комунальних послуг державними регуляторами; однак фірма має значний резервний фонд, призначений для цієї мети, і є підставою для подання позову проти Міністерства енергетики за невилучення відпрацьованого палива. Існує також ймовірність того, що енергетичний ринок може покращитися через економічні чи політичні зміни.
Був обраний варіант виведення з експлуатації ядерного реактора SAFSTOR (SAFe STORage). Під час SAFSTOR станція, на якій було знято паливо, контролюється протягом шістдесяти років перед повною дезактивацією та демонтажем майданчика до стану, коли ядерне ліцензування більше не потрібне. Протягом інтервалу зберігання деякі радіоактивні забруднення реактора та електростанції розпадуться, що зменшить кількість радіоактивного матеріалу, який необхідно видалити на етапі остаточної дезактивації. Скорочена робоча сила перемістить паливні збірки з реактора в басейн відпрацьованого палива.
15 липня 2017 року в рамках робіт з виведення з експлуатації залишки паливних збірок були успішно переміщені в 24 контейнери «Магнастора». Роботи від басейну до майданчика були завершені за 23 тижні. Весь інвентар використаного палива за майже чотири десятиліття виробництва електроенергії в Kewaunee представлений 24 системами Magnastor і 14 системами Nuhoms.
Станом на грудень 2011 року фонд виведення з експлуатації Kewaunee мав приблизно 517 мільйонів доларів США.

## Генерація електроенергії (історична)
| Роки | Jan     | Feb     | Mar     | Apr     | May     | Jun     | Jul     | Aug     | Sep     | Oct     | Nov     | Dec     | Annual (Total) |
| ---- | ------- | ------- | ------- | ------- | ------- | ------- | ------- | ------- | ------- | ------- | ------- | ------- | -------------- |
| 2001 | 374,958 | 338,738 | 360,422 | 374,078 | 366,191 | 338,420 | 368,694 | 365,908 | 271,320 | 0       | 0       | 303,281 | 3,462,010      |
| 2002 | 394,109 | 356,706 | 390,893 | 379,730 | 246,100 | 380,201 | 389,404 | 388,724 | 378,133 | 393,001 | 380,890 | 390,843 | 4,468,734      |
| 2003 | 395,017 | 340,614 | 393,504 | 39,977  | 233,410 | 383,826 | 395,677 | 398,345 | 388,429 | 402,479 | 390,525 | 397,324 | 4,159,127      |
| 2004 | 195,008 | 363,960 | 386,957 | 411,416 | 425,146 | 410,108 | 420,571 | 420,641 | 410,377 | 102,736 | 0       | 326,962 | 3,873,882      |
| 2005 | 423,459 | 260,001 | 0       | 0       | 0       | 0       | 379,656 | 418,940 | 409,354 | 420,601 | 318,793 | 416,484 | 3,047,288      |
| 2006 | 425,724 | 383,206 | 425,196 | 325,889 | 98,495  | 404,221 | 422,279 | 416,143 | 11,353  | 30,239  | 325,775 | 404,579 | 3,673,099      |
| 2007 | 359,049 | 364,390 | 288,658 | 411,105 | 421,239 | 391,752 | 421,962 | 419,489 | 411,002 | 300,318 | 411,499 | 425,343 | 4,625,806      |
| 2008 | 423,644 | 397,908 | 379,119 | 0       | 283,772 | 410,671 | 424,505 | 398,938 | 408,761 | 422,952 | 412,246 | 424,779 | 4,387,295      |
| 2009 | 421,371 | 382,128 | 421,620 | 355,910 | 421,430 | 406,604 | 418,141 | 417,259 | 328,290 | 105,496 | 411,078 | 425,991 | 4,515,318      |
| 2010 | 424,163 | 385,510 | 425,766 | 410,893 | 424,750 | 409,739 | 418,575 | 419,392 | 410,992 | 424,298 | 410,657 | 425,519 | 4,990,254      |
| 2011 | 425,146 | 337,897 | 43,300  | 414,002 | 427,498 | 414,764 | 426,933 | 423,274 | 411,659 | 429,032 | 415,130 | 426,120 | 4,594,755      |
| 2012 | 429,967 | 402,100 | 428,348 | 63,877  | 278,368 | 412,850 | 417,344 | 419,026 | 409,961 | 415,347 | 412,608 | 426,096 | 4,515,892      |
| 2013 | 425,619 | 384,441 | 425,220 | 411,068 | 87,131  | *       | -       | -       | -       | -       | -       | -       | 1,733,479      |

* Електростанція вийшла з мережі (початок фази виведення з експлуатації)

## Опис
Ця станція має один водно-водяний ядерний реакторор Westinghouse. АЕС має два 345 лінії кВ, що з’єднують його з мережею, а одна йде до підстанції We Energies North Appleton, розташованої в 15 миль (24 км) на північ від Еплтона, штат Вісконсин, а інший з’єднується з атомною електростанцією Пойнт-Біч, розташованою на невеликій відстані. Дві лінії 138 кВ виходять із заводу, які йдуть до району Грін-Бей на 30 миль (48 км).

### Сейсмічний ризик
Відповідно до дослідження NRC, опублікованого в серпні 2010 року, оцінка Комісії з ядерного регулювання щорічного ризику землетрусу, достатнього для того, щоб спричинити пошкодження активної зони реактора в Кевоні, становила 1 з 83 333.

## Інформація про енергоблоки
| Енергоблок | Тип реакторів          | Потужність | Потужність | Початок будівництва | Фізпуск    | Підключення до мережі | Введення в експлуатацію | Закриття   |
| Енергоблок | Тип реакторів          | Чистий     | Брутто     | Початок будівництва | Фізпуск    | Підключення до мережі | Введення в експлуатацію | Закриття   |
| ---------- | ---------------------- | ---------- | ---------- | ------------------- | ---------- | --------------------- | ----------------------- | ---------- |
| Кевоні     | PWR, W (2-loop) DRYAMB | 566 МВт    | 595 МВт    | 06.08.1968          | 07.03.1974 | 08.04.1974            | 16.06.1974              | 07.05.2013 |

## Галерея
|                       |
| Електростанція Кевоні |

|                             |
| Електростанція Кевоні, 2007 |

|                             |
| Електростанція Кевоні, 2009 |